# Coloratobistus discolor
Coloratobistus discolor är en insektsart som först beskrevs av Ludwig Redtenbacher 1906.  Coloratobistus discolor ingår i släktet Coloratobistus och familjen Aschiphasmatidae. Inga underarter finns listade i Catalogue of Life.